# José Carlos Grecco
José Carlos Grecco (Santo André, 3 de maio de 1949) é um arquiteto, empresário e político brasileirofiliado ao Partido da Social Democracia Brasileira. Foi Deputado Federal por São Paulo por dois mandatos além de prefeito de Mauá, entre 1993 e 1996.

## Biografia
José Carlos Grecco nasceu em 3 de maio de 1949, no Distrito de Mauá, então pertencente ao município de Santo André. Filho do então canteiro Edgard Grecco com Ordália Ferreira Grecco, viveu desde a infância no território de Mauá, tendo morado em vários bairros distintos. Viu seu pai prosperar, passando de canteiro a dono de pedreira, e , por fim, eleger-se prefeito de Mauá. Em 1975 casou-se com Solange Tonelotti Grecco, tendo quatro filhos: José, Carlos Eduardo, Marcel e Michelle. Formou-se em Arquitetura pela Universidade Brás Cubas de Mogi das Cruzes em 1976. Tornou-se empresário, abrindo a Construtora Grecco.

### Política
José Carlos Grecco pertence a uma família de políticos, onde ele e o pai foram prefeitos e o seu irmão Edgard Grecco é vereador, também por Mauá. Começou a se envolver com política em 1975, como cabo eleitoral do candidato a prefeito Leonel Damo. Se tornou presidente do PMDB de Mauá em 1980, se mantendo no cargo até 1986. Com a eleição de Leonel Damo como prefeito do município em 1982, foi nomeado Secretário Municipal de Obras, atuando de 1983 a 1985.
Foi eleito Deputado Federal, cumprindo o mandato de 1987 a 1991, sendo o primeiro já eleito por Mauá. Foi Deputado Federal Constituinte, participando da elaboração e aprovação da Constituíção Federal de 1988.
Participou da fundação do PSDB, partido pelo qual se manteve pelas eleições seguintes. Concorreu ao cargo de prefeito em 1988, como sucessor de Leonel Damo, mas acabou perdendo a eleição para Amaury Fioravanti.

### Prefeito de Mauá
José Carlos Grecco concorreu pela segunda vez à Prefeitura de Mauá em 1992, sendo eleito dessa vez, repetindo o feito de seu pai. Foi prefeito entre 1º de janeiro de 1993 e 31 de dezembro de 1996. Seu governo foi focado na implementação de uma série de políticas sociais, principalmente ligadas aos Centros Comunitários e as Associações de Amigos do Bairro. Foi durante sua gestão que ocorreu a municipalização do serviço de distribuição de água e tratamento de esgoto na cidade, adquirindo todo o patrimônio dentro do município pertencente à Sabesp, e transferindo à recém criada Autarquia municipal Sama. Tal operação gerou uma grande dívida com a Fazenda Estadual. Em sua gestão a prefeitura tentou melhorar o crescente e congestionado trânsito no Centro da cidade, alterando os sentidos nas ruas centrais mais de uma vez. No último ano de seu governo, a Prefeitura inaugurou a Passarela Central ligando os dois lados do Centro separados pela Ferrovia, uma vez que a antiga passagem de nível fora fechada. Esta Passarela possuía, além de rampas, um conjunto de Escadas Rolantes, desativadas após pouco mais de uma década.
Ao fim de seu governo, José Carlos Grecco não conseguiu eleger seu sucessor, Leonel Damo. Se retirou da vida política, permanecendo como empresário.